# Knooppunt Raasdorp
Knooppunt Raasdorp is een Nederlands verkeersknooppunt voor de aansluiting van de autosnelwegen A5 en A9, nabij Badhoevedorp en Zwanenburg. Het knooppunt werd tegelijkertijd met de A5 in gebruik genomen (2003) en kende de eerste jaren drie richtingen. Op de tekentafel was al gerekend op een uitbreiding van Raasdorp tot een knooppunt met vier richtingen. Tussen 2009 en 2012 werd deze uitbreiding gerealiseerd. De vierde richting is het begin van de Westrandweg. Het knooppunt heeft sinds de ombouw de vorm van een klaverturbine met één turbineboog.
Het knooppunt is vernoemd naar de voormalige buurtschap Raasdorp.

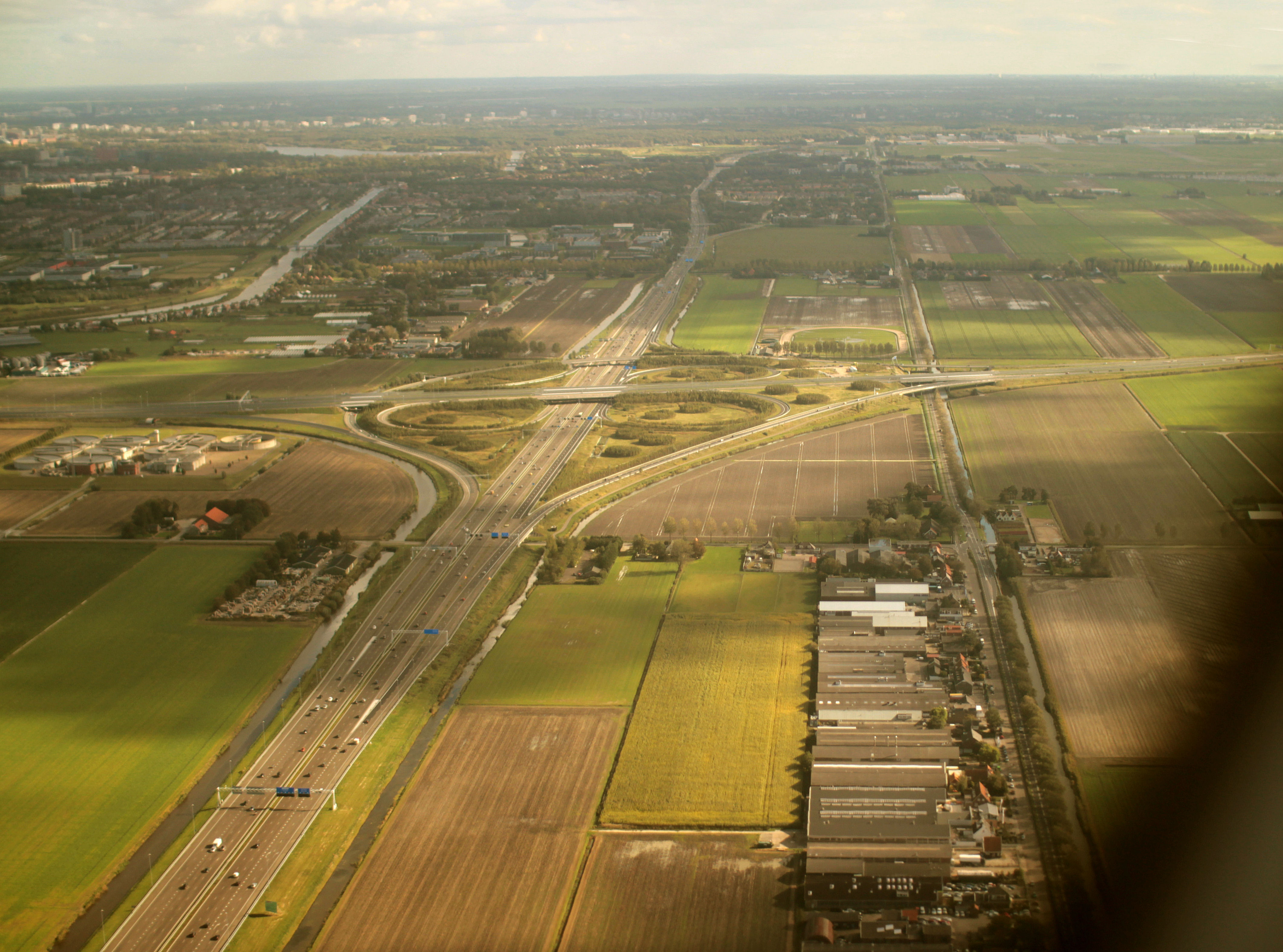
Gezien vanuit het noordwesten, oktober 2012

## Richtingen knooppunt
| Aansluitende wegen           | Aansluitende wegen | Aansluitende wegen | Aansluitende wegen | Aansluitende wegen                                       |
| ---------------------------- | ------------------ | ------------------ | ------------------ | -------------------------------------------------------- |
| richting Beverwijk / Alkmaar |                    |                    |                    | richting Westpoort (Amsterdam)                           |
|                              |                    |                    |                    |                                                          |
|                              |                    |                    |                    |                                                          |
|                              |                    |                    |                    |                                                          |
|                              |                    | richting Hoofddorp |                    | richting Schiphol / Amstelveen / Bijlmermeer (Amsterdam) |

Almere · Amstel · Arnestein · Assen · Azelo · Badhoevedorp · Bankhoef · Batadorp · Beekbergen · Benelux · Beverwijk · Bodegraven ·  Boterdiep ·  Buren · Burgerveen · Coenplein · De Baars · De Hoek · De Hogt · De Nieuwe Meer · De Poel · De Punt · De Stok · Deil · Diemen · Drachten · Drie Klauwen · Eemnes · Ekkersweijer · Emmeloord · Empel · Euvelgunne · Everdingen · Ewijk · Galder · Gooimeer · Gorinchem · Gouwe · Grijsoord · Hattemerbroek · Heerenveen · Hellegatsplein · Het Vonderen · Hintham · Hoevelaken · Hofvliet · Holendrecht · Holsloot · Hoogeveen · Hooipolder · IJmuiden (niet officieel) · Joure · Julianaplein · Kerensheide · Kethelplein · Klaverpolder · Kleinpolderplein · Kooimeer · Kruisdonk · Kunderberg · Lankhorst · Leenderheide · Lunetten · Maanderbroek · Markiezaat · Muiderberg · Neerbosch · Noordhoek · Ommedijk · Oud-Dijk · Oudenrijn · Paalgraven · Princeville · Prins Clausplein · Raasdorp ·  Reitdiep ·  Ressen · Ridderkerk · Rijkevoort · Rijnsweerd · Rottepolderplein · Rozenburg · Sabina · Sint-Annabosch · Stelleplas · Slufter · Ten Esschen · Terbregseplein · Tiglia · Vaanplein · Valburg · Velperbroek · Velsen · Vlaardingen · Vught · Waterberg · Watergraafsmeer · Werpsterhoek · Westerlee · Ypenburg · Zaandam · Zaarderheiken · Zonzeel · Zoomland · Zuidbroek · Zurich

Geplande knooppunten:
De Liemers · Zestienhoven

Voormalige knooppunten:
Bocholtz · Ekkersrijt · Europaplein (Groningen) · Europaplein (Maastricht) · Lindenholt